# Elektrárna Kosovo A
Elektrárna Kosovo A (albánsky Termocentrali Kosova A, v srbské cyrilici Термоцентрала Косово А) je tepelná elektrárna, nacházející v Kosovu, 10 km jihozápadně od Prištiny (poblíž města Kastriot). Po elektrárně Kosovo B je druhá největší v zemi - spolu s ní se na výrobě energie v zemi podílí 98 %[zdroj?]. Palivem pro tuto elektrárnu je hnědé uhlí.
Elektrárna byla zprovozněna postupně po částech, první bloky začaly dodávat energii do sítě v 60. letech. Kosovo A sestává celkem z pěti bloků:
- Blok A1 (instalovaný výkon 65 MW, zprovozněn v roce 1962)
- Blok A2 (instalovaný výkon 125 MW, zprovozněn v roce 1964)
- Blok A3 (instalovaný výkon 200 MW, zprovozněn v roce 1970)
- Blok A4 (instalovaný výkon 200 MW, zprovozněn v roce 1971)
- Blok A5 (instalovaný výkon 210 MW, zprovozněn v roce 1975)

V současné době není elektrárna Kosovo A zprovozněna na svůj plný výkon. Některé bloky jsou odstaveny.[zdroj?]
Elektrárna Kosovo A patří k významným znečišťovatelům místního životního prostředí. Emise především prachových částic z komínů elektrárny dosahují hodnot několikrát překračujících standardy EU. Je také považována za významný zdroj zdravotních obtíží obyvatelstva v přilehlých sídlech. V roce 2012 proto byla vybavena prachovými filtry, které měly situaci alespoň částečně zlepšit. Její případná rekonstrukce je vnímána jako příliš složitý a nákladný proces. Většina bloků elektrárny se již blíží konci své životnosti a ani rozsáhlejší investice by nedokázala celé zařízení dovést k ekologickým standardům požadovaným Evropskou unií. Podle současných plánů[zdroj?] má být proto v roce 2017 (podle některých zdrojů až v roce 2025) uzavřena. Nahradit ji má nová elektrárna Kosovo C.
Elektrárnu spravuje kosovská vládní společnost KEK (albánsky Korporata Energjetike e Kosovës).